# Lethe gammiei
Lethe gammiei är en fjärilsart som beskrevs av Moore 1890/92. Lethe gammiei ingår i släktet Lethe och familjen praktfjärilar. Inga underarter finns listade i Catalogue of Life.